# John E. Moore
John E. Moore (* 13. Juli 1943 in Charleston, West Virginia) ist ein US-amerikanischer Politiker. Zwischen 2003 und 2007 war er Vizegouverneur des Bundesstaates Kansas.

## Werdegang
John Moore besuchte die Washington and Lee University in Lexington (Virginia). Anschließend studierte er bis 1968 an der University of Kentucky Jura. Später ging er nach Kansas, wo er Vorsitzender der Industrie- und Handelskammer wurde. Außerdem leitete er die Firmen Kansas, Inc. und Kansas Technology Enterprise Corporation. Er war auch in der Jugendbewegung aktiv und führte das sogenannte Kansas Children’s Cabinet. In der Gegend um Wichita war er auch auf kulturellem Gebiet aktiv. So gründete er beispielsweise die Greater Wichita Area Sports Commission, deren Vorsitzender er wurde. Seit 1982 war er bei der Cessna Aircraft Company beschäftigt, in der er im Jahr 1999 einer von zwei Vizepräsidenten wurde. Im Jahr 2002 gab er diese Tätigkeit auf, um in der Politik tätig zu werden.
Politisch war er zunächst Mitglied der Republikanischen Partei. 2002 wechselte er zu den Demokraten. Im selben Jahr wurde Moore an der Seite von Kathleen Sebelius zum Vizegouverneur von Kansas gewählt. Dieses Amt bekleidete er zwischen dem 13. Januar 2003 und dem 8. Januar 2007. Dabei war er Stellvertreter der Gouverneurin. Bis 2004 bekleidete er auch noch das Amt des Handelsministers seines Staates. Dann wurde erstmals die Stelle des Vizegouverneurs zum Vollzeitjob umgewandelt. Er war auch Vorsitzender einer strategischen Planungskommission der Gouverneurin. Dabei ging es um die Folgen von Schließungen militärischer Stützpunkte in Kansas.